# InfoService
Spółdzielnia Pracy Informatyków „InfoService” – polskie przedsiębiorstwo informatyczne z Gdańska w latach 80. i 90. XX w. jedna z największych polskich firm tworzących oprogramowanie komputerowe.

## Historia
W 1985 roku grupa osób wywodząca się z Politechniki Gdańskiej i Uniwersytetu Gdańskiego założyła Spółdzielnię Pracy Informatyków „InfoService”. Większość pracowników przedsiębiorstwo w jego początkowym okresie była absolwentami tych uczelni. Z dziesięciu założycieli każdy wniósł po tysiąc złotych kapitału zakładowego. W początkowej fazie rozwoju firma zajmowała się sprzętem komputerowym, zarobione pieniądze inwestując w tworzenie oprogramowania.
Pierwszym programem w ofercie był edytor tekstu TAG. W jego otoczeniu powstawały kolejne zintegrowane produkty: system DTP o nazwie CDN, kartotekowa baza danych TIG oraz arkusz kalkulacyjny miniTAB. Opracowano również programy pomocnicze dla systemu DOS: edytor czcionek TAGer, miniTAG – uproszczoną wersję edytora, TLX – teleks komputerowy, DOŚć – wsparcie obsługi polskich liter w MS-DOS 5.0 i 6.0. Dla Microsoft Windows przeznaczone były produkty miniTAB – arkusz kalkulacyjny oraz Co do grosza – zakupy, sprzedaż, VAT.
Na ówczesnym rynku polskim były to jedyne produkty sprzedawane w takich ilościach. Miało na to wpływ zarówno to, że były to programy pionierskie w swojej dziedzinie, jak i polityka firmy: nie zabezpieczano programów, zakładając, że ci, którzy będą chcieli używać programu, będą go używać legalnie. Założenie okazało się słuszne – TAG-a sprzedano ponad 10 tys. egzemplarzy. Systemy miały słowniki ortograficzny i wyrazów bliskoznacznych co było przyczyną, dla której właśnie one stały się pierwszym krokiem do informatyzacji procesów korespondencji polskich przedsiębiorstw i urzędów, w tym państwowych.
W 1991 roku spółdzielnia uplasowała się na drugim miejscu wśród największych polskich przedsiębiorstw z branży oprogramowania komputerowego, zarobiwszy na sprzedaży 7,5 mld ówczesnych złotych (ponad 700 000 dolarów amerykańskich). Ostatnia wersja TAG-a z roku 1996 nosiła numer 3.16. W drugiej połowie lat dziewięćdziesiątych XX wieku został ostatecznie wyparty z rynku przez spolszczony Microsoft Word.
16 października 1998 roku przedsiębiorstwo zawiesiło działalność, a 1 stycznia 2016 zakończyło swoją działalność.